# 小久田町
小久田町（おくだちょう）は愛知県岡崎市の町名。丁番を持たない単独町名である。

## 地理
額田地区北部に位置する。町内を小久田川が南流する。住宅地は河川沿岸に形成され、その他は森林・農地として利用されている。

### 河川
- 小久田川

### 字
36の小字が設置されている。
| - 旭出（あさひで） - 板橋（いたばし） - 井ノ口（いのくち） - 岩倉（いわくら） - 岩下（いわした） - 牛沢（うしのさわ） - 姥ケ懐（うばがふところ） - 大沢（おおさわ） - 大平（おおひら） - 落（おち） - 柿平（かきだいら） - 竃（かまど） | - 上笹ケ田（かみささがた） - 小節堂（こぜつとう） - 酒屋貝津（さかやかいつ） - 桜下（さくらした） - 嶋畑（しまばた） - 清水（しみず） - 下笹ケ田（しもささがた） - 蛇舐（じゃねぶり） - 神田（じんで） - 節田（せつだ） - 空屋敷（そらやしき） - 寺辻（てらつじ） | - 仲田（なかだ） - 新谷（にいや） - 西貝津（にしかいつ） - 吹上（ふきあげ） - 吹上坂（ふきあげざか） - 仏供（ぶつく） - 松下（まつした） - 村上（むらかみ） - 門田（もんた） - 屋下（やげ） - 山口（やまぐち） - 湯ノ木（ゆのき） |

## 世帯数と人口
2019年（令和元年）5月1日現在の世帯数と人口は以下の通りである。
| 町丁     | 世帯数 | 人口  |
| -------- | ------ | ----- |
| 小久田町 | 41世帯 | 112人 |

### 人口の変遷
国勢調査による人口の推移
| 2010年（平成22年） | 127人 | [ 6 ] |  |
| 2015年（平成27年） | 116人 | [ 7 ] |  |

## 小・中学校の学区
市立小・中学校に通う場合、学区は以下の通りとなる。
| 字・番地等                                                             | 小学校             | 中学校             |
| ---------------------------------------------------------------------- | ------------------ | ------------------ |
| 岩下、姥ケ懐、柿平、上笹ケ田、清水、仏供、村上、屋下、湯ノ木、下笹ケ田 | 岡崎市立下山小学校 | 岡崎市立額田中学校 |
| 上記以外                                                               | 岡崎市立形埜小学校 | 岡崎市立額田中学校 |

## 歴史
額田郡小久田村を前身とする。

### 沿革
- 1889年（明治22年）10月1日 - 町村制の施行に伴い、形埜村の大字小久田となる。
- 1956年（昭和31年）9月30日 - 形埜村の合併により、額田町の大字となる。
- 2006年（平成18年）1月1日 - 額田町が岡崎市へ編入され、同市の小久田町となる[1]。

### 史跡
- 赤田和城

## 交通
- 国道473号
- 愛知県道331号一色小久田線

## 施設
- 小久田公民館
- 全長寺
- 稲荷社
- 秋葉神社
- 熊野神社

## その他

### 日本郵便
- 郵便番号 : 444-3436[4]（集配局：額田郵便局[9]）。

## 参考資料
- 「角川日本地名大辞典」編纂委員会 編『角川日本地名大辞典 23 愛知県』角川書店、1989年3月8日。ISBN 4-04-001230-5。
- 有限会社平凡社地方資料センター 編『日本歴史地名体系第23巻 愛知県の地名』平凡社、1981年。ISBN 4-582-49023-9。